# جان لو شامو
جان لو شامو (بالإنجليزية: Jean Lou Chameau)‏ مهندس مدني فرنسي الرئيس السابق لجامعة الملك عبد الله للعلوم والتقنية ومعهد كاليفورنيا للتقنية.

## النشأة
ولد في فرنسا عام 1953. تلقى تعليمه الثانوي والجامعي والدراسات العليا في فرنسا. ذهب لاحقًا إلى الولايات المتحدة الأمريكة للحصول على درجة الدكتوراه في الهندسة المدنية من جامعة ستانفورد في عام 1981.

## الحياة المهنية
في عام 1980 انضم إلى جامعة بيردو حيث أصبح أستاذًا في الهندسة المدنية، وعمل كمدير في جامعة بوردو ومعهد جورجيا للتقنية.
وعمل رئيسًا لمعهد كاليفورنيا للتكنولوجيا ثم شغل منصب رئيس شركة غولدر أسوشيتس، وهي شركة استشارات هندسية جيوتقنية. ثم عاد إلى معهد جورجيا للتقنية حيث شغل منصب باحث بارز ونائب مدير الأبحاث في تحالف جورجيا للأبحاث. ثم عُيِّن بعد ذلك عميد لكلية الهندسة في معهد جورجيا للتقنية، وهي أكبر كلية في الولايات المتحدة الامريكية، ثم شغل منصب نائب رئيس الجامعة للشؤون الأكاديمية حتى عام 2006، التحق بعدها بمعهد كاليفورنيا للتقنية.
في 16 فبراير 2013 تم تعيينه رئيسًا لجامعة الملك عبد الله للعلوم والتقنية خلفًا لشن تشون فونغ. تقاعد من منصبه كرئيس لجامعة الملك عبدالله للعلوم والتقنية في أغسطس 2017.